# Фарра-д’Изонцо
Фарра-д’Изонцо (итал. Farra d’Isonzo) — коммуна в Италии, располагается в регионе Фриули-Венеция-Джулия, в провинции Гориция.
Население составляет 1779 человек (2008 г.), плотность населения составляет 177 чел./км². Занимает площадь 10 км². Почтовый индекс — 34070. Телефонный код — 0481.
В коммуне 15 августа особо празднуется Успение Пресвятой Богородицы. Также имеется обсерватория с планетарием.

## Демография
Динамика населения:

## Администрация коммуны
- Официальный сайт: